# نادي هالمان فيينا لكرة السلة
نادي هالمان فيينا لكرة السلة هو فريق كرة سلة نمساوي للمحترفين تأسس في سنة 2001 يقع مقره في فيينا. ينافس في الدوري النمساوي لكرة السلة.

## الإنجازات
- الدوري النمساوي لكرة السلة (1):

2012–13

## أبرز اللاعبين
من أبرز اللاعبين الذين لعبوا معه:
- ريان ريتشاردز

## وصلات خارجية
- الموقع الرسمي